# Avtoportret (Dürer, München)
Avtoportret (ali Avtoportret pri osemindvajsetih) je plošča nemškega renesančnega umetnika Albrechta Dürerja. Naslikan v začetku leta 1500, tik pred svojim 29. rojstnim dnem, je zadnji od njegovih treh naslikanih avtoportretov. Umetnostni zgodovinarji menijo, da je to najbolj oseben, ikoničen in zapleten njegov avtoportret.
Avtoportret je najbolj izjemen zaradi svoje podobnosti s številnimi prejšnjimi upodobitvami Kristusa. Umetnostni zgodovinarji opažajo podobnosti s konvencijami religioznega slikarstva, vključno s simetrijo, temnimi toni in načinom, na katerega se umetnik neposredno sooči z gledalcem in dvigne roke do sredine njegovih prsi, kot da bi blagoslavljal.

## Opis
Dürerjev obraz ima nefleksibilnost in brezosebno dostojanstvo maske, ki v sebi skriva nemirni nemir tesnobe in strasti. V svoji neposrednosti in navideznem soočanju z gledalcem je avtoportret drugačen od vseh dosedanjih. Je poldolg, čelen in zelo simetričen; njegovo pomanjkanje konvencionalnega ozadja na videz predstavlja Dürerja ne glede na čas ali kraj. Postavitev napisov v temnih poljih na obeh straneh Dürerja je predstavljena, kot da lebdi v prostoru, kar poudarja, da ima portret zelo simboličen pomen. Njegovo mračno razpoloženje je doseženo z uporabo rjavih tonov na navadnem črnem ozadju. Lahkotnost dotika in tona, vidna na njegovih prejšnjih dveh avtoportretih, je zamenjala veliko bolj introvertirana in kompleksna predstavitev.
Leta 1500 je bila frontalna poza izjemna za posvetni portret. V Italiji se je konvencionalna moda profilnih portretov bližala koncu, vendar jo je nadomestil tričetrtinski pogled, ki je bil v severni Evropi sprejeta poza od okoli leta 1420 in ki ga je Dürer uporabljal v svojih zgodnejših avtoportretih. Popolnoma frontalni položaji so ostali nenavadni, čeprav je Hans Holbein naslikal več Henrikov VIII. in njegovih kraljic, morda po navodilih za uporabo položaja. Poznosrednjeveška in zgodnjerenesančna umetnost sta razvili težji tričetrtinski pogled in umetniki so bili ponosni na svojo spretnost pri njegovi uporabi; gledalcem leta 1500 in pozneje je bila frontalna poza povezana s podobami srednjeveške verske umetnosti, predvsem pa s podobami Kristusa.
Avtoportret je izrazito bolj zrel Dürer kot avtoportret iz Strasbourga iz leta 1493 in avtoportret iz leta 1498, ki ju je izdelal po svojem prvem obisku Italije; na obeh prejšnjih slikah je poudaril svojo modno pričesko in oblačila ter se poigral s svojim mladostnim lepim videzom. Dürer je okrog leta 1500, v času nastanka tega dela, dopolnil 28 let. V srednjeveškem pogledu na življenjska obdobja je 28 označevalo prehod iz mladosti v zrelost. Portret torej obeležuje prelomnico v umetnikovem življenju in tisočletju: leto 1500, prikazano v sredini zgornjega levega polja ozadja, je tu označeno kot epohalno. Še več, postavitev letnice 1500 nad začetnicami njegovega podpisa, A.D., jim daje dodaten pomen kot okrajšava za Anno Domini. Slika je morda nastala kot del praznovanja saekuluma v krogu renesančnega humanističnega učenjaka Konrada Celtesa, ki je vključeval Dürerja.

## Ikonografija
Dürer se namenoma upodablja na način, ki se sklicuje na upodobitve Kristusa. Dürer je verjetno verjel, da bi lahko vsakega kristjana prikazali, kot da posnema Kristusa. Latinski napis, ki ga je sestavil Celtesov osebni tajnik, se prevaja kot: »Jaz, Albrecht Dürer iz Nürnberga, sem se upodobil v ustreznih [ali večnih] barvah, star osemindvajset let«. Nadaljnja razlaga pravi, da je delo priznanje, da je njegov umetniški talent od Boga dan. Umetnostni zgodovinar Joseph Koerner je zapisal, da »če vidimo sprednjo podobo in navznoter ukrivljeno levo roko kot odmev črk »A« oziroma ugnezdenega »D« monograma na desni ... nič, kar vidimo pri Dürerju, ni Dürer, z monogramom ali ne.«
Slikarstvo poznega severnega srednjega veka je pogosto upodabljalo Kristusa, ki gleda neposredno v gledalca, še posebej, ko je prikazan kot Salvator Mundi (»Odrešenik sveta«). Običajno je bil prikazan s kratko brado, brki in rjavimi lasmi s prečo. Dürer se je upodobil na ta način in si daje rjave lase, kljub temu, da njegovi drugi avtoportreti prikazujejo njegove lase kot rdečkasto blond. Slika tako natančno sledi konvencijam poznosrednjeveške religiozne umetnosti, da je bila uporabljena kot podlaga za upodobitev Kristusa v lesorezu Sebalda Behama iz ok. 1520. To je bilo morda od začetka namenjeno temu, da bi ga Dürer izdal kot grafiko, v kasnejših natisih pa nosi zelo velik Dürerjev monogram, čeprav se zdi, da je bil ta bloku dodan več desetletij pozneje; do 19. stoletja ga je večina strokovnjakov sprejemala kot Dürerja. V naslednjem stoletju je bil obraz ponovno uporabljen za Kristusa, v Kristus in žena, ujeta v prešuštvo iz leta 1637 Johanna Georga Vischerja.
Dürer se predstavlja v podobnih položajih in izrazih tako v delu Kristus kot mož žalosti iz leta 1498 kot v risbi z ogljem Glava mrtvega Kristusa iz leta 1503. Oba naj bi bila avtoportreta, čeprav nista tako imenovana. Vendar umetnostni zgodovinarji verjamejo, da ker so izjemno podobni njegovim znanim avtoportretom – vključno z izstopajočimi očmi, ozkimi usti s polno zgornjo ustnico in obliko nosu ter vdolbino med ustnico in nosom – da je Dürer v teh delih nameraval predstavljati samega sebe.

## Izvor
Dürer je portret verjetno podaril ali prodal mestnemu svetu Nürnberga. Verjetno je bil ves čas na ogled javnosti v Nürnbergu od tik pred Dürerjevo smrtjo leta 1528 do leta 1805, ko je bil prodan bavarski kraljevi zbirki. Zdaj je v [[Stari pinakoteki v Münchnu v Nemčiji. Nürnberg je nekaj let prej dal narediti kopijo, ki je nadomestila izvirnik, ki je bil na ogled v mestni hiši.
Dürer se je zelo zavedal svoje samopodobe in je naslikal dva zgodnejša avtoportreta: enega leta 1493, zdaj v Musée du Louvre, in drugega leta 1498, zdaj v Museo del Prado. Avtoportrete je vstavljal tudi v druge slike in delal avtoportretne risbe, čeprav v nobeni od svojih grafik ni upodobil sebe. Ohranjenih je najmanj dvanajst avtoportretov, pa tudi izgubljeni gvaš, ki ga je Dürer poslal [[Raffaello Santi|Rafaelu okoli leta 1515.

## Galerija
- Avtoportret v starosti 13 let, 1484. srebrenka, Dunaj
- Portret umetnika, ki drži bodiko, 1493. Louvre
- Avtoportret pri 26 letih, 1498. Muzej Prado